# Madder-Kliffs
Die Madder-Kliffs (in Argentinien Cabo Madder ‚Kap Madder‘) sind rund 305 m hohe Felsenkliffs mit rötlicher Färbung an der Westküste der Joinville-Insel an der Nordspitze der Antarktischen Halbinsel. Sie ragen an der Nordseite der Einfahrt zur Suspiros Bay auf.
Am felsigen Strand unter den Klippen befindet sich eine aus 20.000 bis 25.000 Brutpaaren bestehende Kolonie des Adeliepinguins. Hier brüten auch der Eselspinguin, die Dominikanermöwe und der Weißgesicht-Scheidenschnabel. Ein 55 ha großes Areal wird deshalb von BirdLife International als Important Bird Area (AQ068) ausgewiesen.
Der Falkland Islands Dependencies Survey nahm zwischen 1953 und 1954 Vermessungen der Kliffs vor. Das UK Antarctic Place-Names Committee benannte sie 1956 nach ihrem krapproten (englisch madder red) Tuffstein.